# Клэрмонт (город, Миннесота)
Клэрмонт (англ. Claremont) — город в округе Додж, штат Миннесота, США. На площади 3 км² (3 км² — суша, водоёмов нет), согласно переписи 2002 года, проживают 620 человек. Плотность населения составляет 207,6 чел./км².
- Телефонный код города — 507
- Почтовый индекс — 55924
- FIPS-код города — 27-11566[1]
- GNIS-идентификатор — 0641239[2]